# Doris Leuthard
Doris Leuthard, född 10 april 1963 i Merenschwand i Aargau, är en schweizisk politiker och jurist. Den 1 augusti 2006 tillträdde hon som ekonomiminister och medlem i Förbundsrådet. Mellan 1999 och 2006 satt hon i Nationalrådet och var partiordförande för Kristdemokraterna (CVP/PDC/PPD/PCD) mellan 2004 och 2006. Hon är Schweiz förbundspresident under 2017. 
Leuthard valdes in i Förbundsrådet 14 juni 2006 som efterträdare till Joseph Deiss med 133 av 234 giltiga röster. Hon blev därmed den 109 ledamoten i Förbundsrådet och den femte kvinnan sedan 1848. I och med att Leuthard valdes så frångicks en lång tradition av att välja någon från samma språkgrupp till efterträdare då Deiss är fransktalande och Leuthard tysktalande.
Hon har tidigare varit förbundspresident år 2010 samt vicepresident 2009 och 2016. Den 1 november 2010 tog hon över ledningen för miljö-, transport-, energi- och kommunikationsdepartementet efter att Moritz Leuenberger avgått.